# Gundiovití
Gundiovití (Ctenodactylidae) je čeleď drobných hlodavců z podřádu veverkočelistných. Zahrnuje pět druhů ve čtyřech rodech, které obývají skalní oblasti v pouštích severní Afriky.
Tito menší až středně velcí hlodavci vzhledově připomínají morčata. Jsou aktivní přes den, kdy se mj. s oblibou vyhřívají na skalních římsách. Živí se výhradně rostlinnou potravu.

## Výskyt
Gundiové žijí v severní Africe a přilehlých oblastech: vyskytují se od Senegalu přes Mauretánii, Mali, Maroko, Alžír, Libyi a na jih k Etiopii, Eritreji a Somálsku.
Vyskytují se v pouštních a polopouštních skalních oblastech ve výškách od hladiny moře do 2400 m n. m.

### Historický výskyt
První nálezy gundiovitých jsou známy z Asie ze středního eocénu. V Africe, kde žijí nyní, byly nalezeny jejich pozůstatky z miocénu a pleistocénu.

## Taxonomie
Jsou známy celkem čtyři rody:
- rod Ctenodactylus – gundi – dva druhy žijí od Maroka po severozápadní Libyi;
- rod Felovia – jeden druh je znám ze Senegalu, Mauretánie a Mali;
- rod Massoutiera – jeden druh žije v centrální Sahaře v Alžírsku, severním Nigeru a severozápadním Čadu;
- rod Pectinator – gundi – jeden druh obývá skalní oblasti ve východní Etiopii, Eritreji a Somálsku.

Zatímco vnitřní uspořádání gundiovitých je relativně stabilní, jejich zařazení do vyšších taxonů prodělalo změny. Dříve byli řazeni do podřádu veverkočelistních (Scuiriognathi), ale podle genetických výzkumů se zjistilo, že podle některých znaků patří pod dikobrazočelistní (Hystriognathi). Byli proto zařazeni do samostatného podřádu, ale pak byla zjištěna jejich příbuznost s vyhynulými americkými hlodavci z čeledi Sciuravidae (rody Sciuravus, Tillomys, Taxymys, Knighthomys a Prolapsus). Posléze byli s nimi a dalšími vyhynulými čeleděmi Chapattimyidae a Cylindrodontidae zařazeni do podřádu Sciuravida.

## Vzhled
Gundiové vzhledem připomínají morčata. Mají jemnou srst. Délka těla je 160–240 mm; osrstěný ocas měří 10–50 mm. Jedinci váží obvykle 180–280 g.
Na každé noze mají 4 prsty. Drápy nejsou dlouhé, ale jsou velmi ostré.
Jejich lebka je zploštělá a dozadu se rozšiřující. Mají celkem 20–24 zubů; jejich zubní vzorec je
- 1.0.1–2.3
- 1.0.1–2.3

Zvláštností této čeledi je umístění mléčných žláz. Samice mají kromě jednoho páru bradavek situovaného na přední části hrudi ještě druhý pár v krční oblasti.

## Způsob života

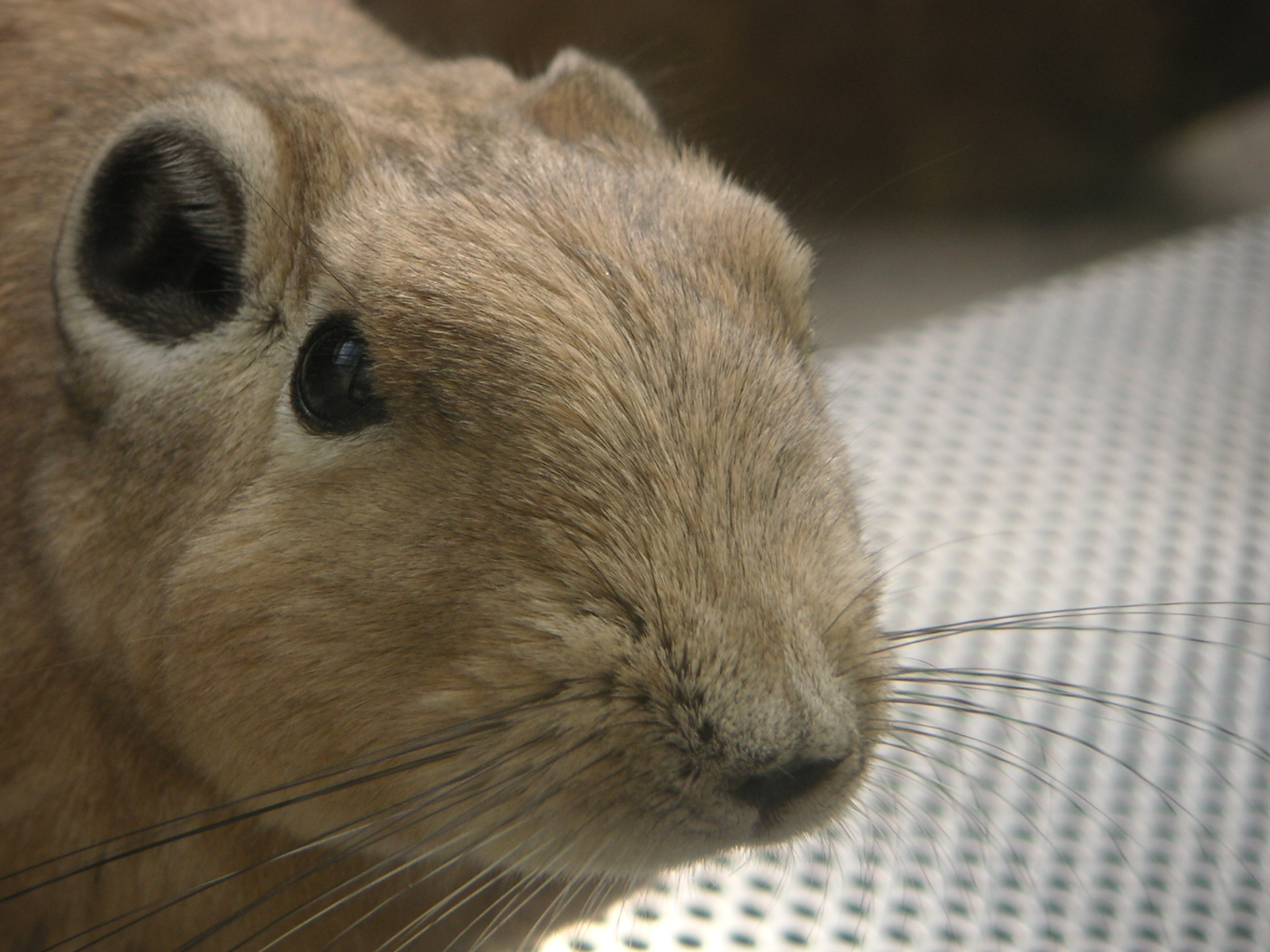
Hlava gundiho

Gundiové se vyskytují v pouštních a polopouštních oblastech. Nevyhrabávají si nory (ani neobsazují podobné stavby jiných zvířat), ale přebývají v jeskyních nebo skalních puklinách. Vyhledávají takové oblasti, kde kromě hlavního úkrytu jsou i další podobná místa, ve kterých se mohou rychle ukrýt před predátory. Důležité jsou pro ně skalní římsy, na kterých se mohou slunit. Nevytvářejí si žádná hnízda.
Všechny druhy jsou denní zvířata. Není o nich známo, že by upadali do zimního nebo letního spánku. Při chladném nebo deštivém počasí snižují aktivitu nebo vůbec nevycházejí z úkrytu. Při teplém počasí vylézají při rozednění a jsou aktivní obvykle pět hodin. Střídají shánění potravy, slunění a další činnosti (hry, prohánění ostatních nebo průzkum okolí). Během poledních veder omezují aktivitu.
Potrava se skládá z listí a stonků rostlin, semen a květů. Nebylo zjištěno, že by lovili hmyz. Potravu si nikam neukládají ani si nevytvářejí tukové zásoby před chladnějšími měsíci.
Po březosti trvající kolem 55 dní rodí jedno až tři mláďata. Ta jsou již při porodu plně osrstěná, mají otevřené oči a umějí hned běhat.
V zajetí se gundiové dožívají i pěti let.

## Stupeň ohrožení
Gundiové nejsou podle červeného seznamu druhů ohroženi, a jsou tedy vyhodnoceni jako málo dotčený druh. U většiny druhů však není známo, zda se jejich populace zvětšují, nebo zmenšují, a některé druhy nejsou dokonce ještě z hlediska ohrožení vyhodnoceny.